# Hector Marius van Fenema
Hector Marius van Fenema (Den Haag, 4 mei 1901 - Bilthoven, 23 juli 1983) was een Nederlandse burgemeester.

## Leven en werk
Van Fenema werd in 1901 geboren als zoon van Cornelis Arnold van Fenema, eerste luitenant der jagers, en jkvr. Aletta Josina Cornelia Quintus. Fenema studeerde rechten aan de Universiteit van Groningen. Voor de Tweede Wereldoorlog was Fenema werkzaam in het bedrijfsleven (SHV) en voor het door hem opgerichte octrooibedrijf. Tijdens de Tweede Wereldoorlog werkte hij voor een rijksbureau voor non-ferrometalen.  In 1943 moest hij onderduiken en werd hij actief in het verzet. Na de Tweede Wereldoorlog kreeg zijn loopbaan een andere wending. In 1945 was hij gedurende enkele maanden waarnemend burgemeester van Woerden. In 1946 vervulde hij dezelfde functie, eveneens voor enkele maanden, in Woubrugge. Van 1946 tot 1948 keerde hij enige tijd terug in bedrijfsleven waar hij zich bezighield met de export van bouwmaterialen. In 1948 werd hij benoemd tot burgemeester van Zandvoort. Deze functie vervulde hij tot zijn 65ste jaar. Per 1 juni 1966 werd hem eervol ontslag verleend als burgemeester van Zandvoort. In Zandvoort ijverde hij voor de bouw van een pier in de Noord-Hollandse badplaats. Na zijn pensionering woonde hij achtereenvolgens in Rijsbergen, Frankrijk en Zeist. Hij overleed in 1983 op 82-jarige leeftijd in Bilthoven. Hij werd begraven in het Brabantse Ginneken.

## Onderscheidingen
Van Fenema was Officier in de Orde van Oranje-Nassau. Hij werd onderscheiden met de gouden erepenning van de gemeente Zandvoort en het gouden ereteken van Verdienste van de Republiek Oostenrijk. Samen met zijn vrouw, Maria Clara Brantsma, werd hij vanwege zijn hulp aan Joden onderscheiden door Jad Wasjem als Rechtvaardige onder de Volkeren.